# Хорватська розвідувальна служба
Хорватська розвідувальна служба (хорв. Hrvatska izvještajna služba) — колишня хорватська спецслужба у структурі Управління національної безпеки, покликана вести розвідувальну роботу поза державною територією Республіки Хорватія та співпрацювати зі службами безпеки і розвідки іноземних партнерів. У 1990-х була єдиною службою зовнішньої розвідки в Хорватії, яка:
- збирала за кордоном розвідувальні дані, що становили національний інтерес;
- розділяла, об'єднувала, оцінювала та подавала розвідувальні дані і відомості Президенту Хорватії, керівникові Управління національної безпеки, прем'єр-міністру і профільним та іншим міністрам уряду Хорватії;
- співробітничала з іноземними розвідувальними службами;
- спрямовувала та узгоджувала роботу служб хорватської розвідувальної спільноти.

Діяльністю цієї служби керував директор. Засновником і директором із 1993 по 1998 р. був син першого президента незалежної Хорватії Франьо Туджмана Мирослав Туджман.